# Islam in Iran
██ Islam sciita (90%)
██ Islam sunnita (10%)
L'Islam in Iran giunse dopo la conquista islamica della Persia ( 633–654) che portò alla fine dell'Impero sasanide e innescò il declino dello zoroastrismo tra i popoli iraniani a causa della persecuzione su larga scala da parte dei musulmani arabi sotto il Califfato dei Rashidun appena installato. Dalla sua istituzione, dopo la conquista del VII secolo, l'Islam rimase la religione ufficiale dell'Iran (conosciuto anche come "Persia") tranne che per un breve periodo dopo le invasioni mongole e la successiva istituzione dell'Ilkhanato nel XIII secolo. La rivoluzione islamica del 1979 pose fine alla storica monarchia persiana, dopo di che l'Iran emerse come repubblica islamica.
Prima della conquista musulmana, gli iraniani continentali aderivano principalmente alla religione iraniana dello zoroastrismo; c'erano anche grandi e fiorenti comunità ebraiche e cristiane, specialmente nei territori dell'Iran nordoccidentale, occidentale e meridionale, principalmente Albania caucasica, Asuristan, Armenia persiana e Iberia caucasica. Un numero significativo di popoli iraniani aderì al Buddhismo anche in quello che allora era l'Iran orientale, come le regioni della Battria e della Sogdia. Dopo la conquista musulmana, ci fu un lento ma costante movimento della popolazione verso l'Islam, nonostante una notevole resistenza. Quando l'Islam fu introdotto agli iraniani, la nobiltà e gli abitanti delle città furono tra i primi a convertirsi; l'Islam si diffuse più lentamente tra i contadini e i dehqan, o magnati proprietari terrieri. Nel X secolo, la maggior parte dei persiani era diventata musulmana. Tuttavia, le conquiste delle precedenti civiltà persiane non andarono perdute, ma furono in larga misura assorbite dalle nuove politiche islamiche.
Un sondaggio del Pew Research Center del 2013, che ha interrogato i cittadini iraniani sul ruolo che l'Islam dovrebbe svolgere nel governo, ha mostrato che l'85% degli iraniani afferma che le figure religiose dovrebbero avere influenza in politica. Secondo il sondaggio, 83 musulmani iraniani affermano di preferire la Shari'a.
Secondo alcuni sondaggi, quasi tutti gli 82.000.000 di iraniani sono musulmani, con il 90 per cento che aderisce all'Islam sciita e la maggioranza della popolazione sciita segue il ramo dei Duodecimani. Un altro 10 per cento aderisce all'Islam sunnita, la maggior parte dei quali sono curdi, achomi, turkmeni e beluci, che vivono rispettivamente nel nord-ovest, nord-est, sud e sud-est del Paese. Un sondaggio del 2020 del World Values Survey ha rilevato che il 96,6% degli iraniani crede nell'Islam. Tuttavia, secondo un altro sondaggio del 2020 dell'istituzione GAMAAN, c'è stato un forte calo della religiosità in Iran e solo il 32% degli iraniani ora si identifica come musulmano.
L'Islam in Iran può essere classificato in due periodi: l'Islam a maggioranza sunnita dal VII al XV secolo e l'Islam a maggioranza sciita dal XVI secolo in poi. I Safavidi fecero dell'Islam sciita la religione ufficiale di stato all'inizio del XVI secolo e fecero proselitismo aggressivo alla fede mediante la conversione forzata. Si ritiene che verso la metà del XVII secolo la maggior parte delle persone in Iran, Iraq e nel territorio della contemporanea vicina Repubblica dell'Azerbaigian fosse diventata sciita dall'appartenenza precedente al sunnismo, un'affiliazione che è poi continuata. Nei secoli successivi, con l'ascesa di un clero sciita con sede in Iran, promosso dallo stato, si è formata una sintesi tra la cultura iraniana e l'Islam sciita che ha segnato indelebilmente l'uno e l'altro.

## Storia

### Conquista islamica dell'Iran
Espansione sotto Maometto, 622-632
     Espansione durante il Califfato patriarcale, 632-661
     Espansione durante il Califfato Umayyade, 661-750

Fasi della conquista islamica
Espansione sotto Maometto, 622-632
Espansione durante il Califfato patriarcale, 632-661
Espansione durante il Califfato Umayyade, 661-750

I musulmani conquistarono l'Iran al tempo di Umar (637) dopo diverse grandi battaglie. Yazdgard III fuggì da un distretto all'altro di Merv nel 651. Nel 674, i musulmani avevano conquistato il Grande Khorasan (che comprendeva la moderna provincia iraniana del Khorasan e il moderno Afghanistan, Transoxiana).
Come ha citato Bernard Lewis
"Questi eventi sono stati variamente visti in Iran: da alcuni come una benedizione, l'avvento della vera fede, la fine dell'era dell'ignoranza e del paganesimo; da altri come un'umiliante sconfitta nazionale, la conquista e la sottomissione del paese da parte di stranieri invasori. Entrambe le percezioni sono ovviamente valide, a seconda del proprio punto di vista".
Sotto Umar e i suoi immediati successori, i conquistatori arabi tentarono di mantenere la loro coesione politica e culturale nonostante le attrazioni delle civiltà che avevano conquistato. Gli arabi si sarebbero stabiliti nelle città di guarnigione piuttosto che in tenute sparse. I nuovi sudditi non musulmani, o dhimmi, dovevano pagare una tassa speciale, la jizya o tassa elettorale, che veniva calcolata per individuo ad aliquote variabili per uomini abili in età militare.
Gli iraniani furono tra i primissimi convertiti all'Islam e la loro conversione in numero significativo iniziò non appena gli eserciti arabi raggiunsero e invasero l'altopiano persiano. Nonostante una certa resistenza da parte di elementi del clero zoroastriano e di altre religioni antiche, le politiche anti-islamiche dei conquistatori successivi come gli Il-khanidi, l'impatto dell'Occidente cristiano e laico nei tempi moderni e l'attrazione di nuovi movimenti religiosi come il babismo e la fede baháʼí (qqv), la stragrande maggioranza degli iraniani divenne e rimase musulmana. Oggi forse il 98 per cento degli iraniani etnici, compresa la popolazione della Persia, sono almeno nominalmente musulmani. Per una tale trasformazione culturale fondamentale, pervasiva e duratura, il fenomeno delle conversioni iraniane all'Islam ha ricevuto una scarsa attenzione da parte degli studiosi.
Ricerche recenti hanno stabilito un quadro cronologico generale per il processo di conversione degli iraniani all'Islam. Da uno studio delle probabili date delle conversioni individuali, sulla base delle genealogie nei dizionari biografici, Richard Bulliet ha suggerito che vi sia stata una conversione graduale e limitata dei persiani fino alla fine del periodo omayyade (132/750), seguita da un rapido aumento del numero di conversioni dopo la rivoluzione abbaside, così che quando erano state stabilite le dinastie regionali nell'est (ca. 338/950) l'80% o più degli iraniani erano diventati musulmani. I dati su cui si basava lo studio di Bulliet limitavano la validità di questo paradigma a generalizzazioni su conversioni piene e formali in un ambiente urbano. La situazione nelle aree rurali e nelle singole regioni potrebbe essere stata molto diversa, ma l'andamento generale è coerente con quanto si può dedurre dalle fonti storiche tradizionali. Sebbene in alcune zone, ad esempio, Shiraz al tempo della visita di Moqaddasi, intorno al 375/985 (p. 429), potrebbero esserci stati ancora forti elementi non musulmani, è ragionevole supporre che l'ambiente persiano nel suo insieme fosse diventato prevalentemente islamico entro il periodo di tempo suggerito dalla ricerca di Bulliet.

### Islamizzazione dell'Iran
Dopo la rivoluzione abbaside del 749–751, in cui i convertiti iraniani giocarono un ruolo importante, il baricentro del califfato si spostò in Mesopotamia e subì significative influenze iraniane. Di conseguenza, la popolazione musulmana dell'Iran aumentò da circa il 40% a metà del IX secolo al 100% entro la fine dell'XI secolo. L'Islam fu prontamente accettato dagli zoroastriani che erano impiegati in posizioni industriali e artigianali perché, secondo il dogma zoroastriano, tali occupazioni, che implicavano la contaminazione del fuoco, li rendevano impuri. Inoltre, i missionari musulmani non incontrarono difficoltà nello spiegare i principi islamici agli zoroastriani, poiché c'erano molte somiglianze tra le due fedi. Secondo Thomas Walker Arnold, il persiano avrebbe incontrato Ahura Mazda e Ahriman sotto i nomi di Allah e Iblis. I capimusulmani nel loro sforzo di ottenere convertiti incoraggiarono la partecipazione alla preghiera musulmana e consentirono che il Corano fosse recitato in persiano anziché in arabo in modo che fosse comprensibile a tutti. La prima traduzione completa del Corano in persiano avvenne durante il regno dei Samanidi nel IX secolo. Seyyed Hossein Nasr suggerisce che il rapido aumento della conversione fosse stato aiutato dalla nazionalità persiana dei governanti.
Secondo Bernard Lewis:
"L'Iran è stato islamizzato, ma non arabizzato. I persiani rimasero persiani. E dopo un intervallo di silenzio, l'Iran è riemerso come elemento separato, diverso e distintivo all'interno dell'Islam, aggiungendo infine un nuovo elemento anche all'Islam stesso. Culturalmente, politicamente e soprattutto religiosamente, il contributo iraniano a questa nuova civiltà islamica è di immensa importanza. Il lavoro degli iraniani può essere visto in ogni campo dell'attività culturale, inclusa la poesia araba, a cui i poeti di origine iraniana, che componevano le loro poesie in arabo, hanno dato un contributo molto significativo. In un certo senso, l'Islam iraniano è un secondo avvento dell'Islam stesso, un nuovo Islam a volte indicato come Islam-i Ajam. Fu questo Islam persiano, piuttosto che l'originario Islam arabo, a essere portato in nuove aree e nuovi popoli: ai Turchi, prima in Asia centrale e poi in Medio Oriente nel paese che venne chiamato Turchia, e India. I turchi ottomani portarono una forma di civiltà iraniana sulle mura di Vienna..."

### L'Iran e la cultura e civiltà islamica

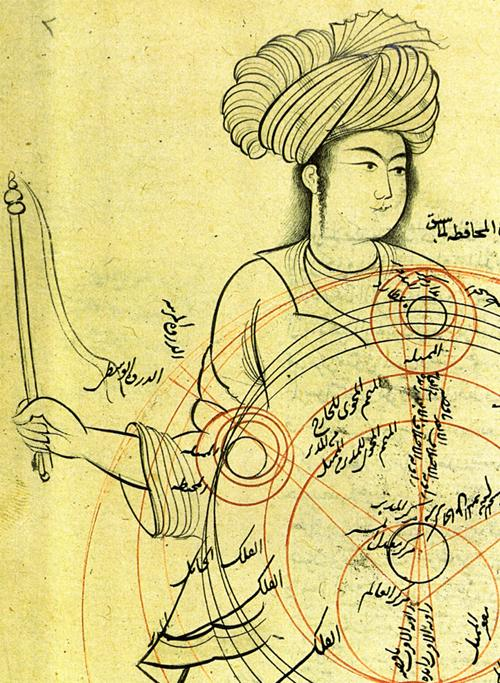
Foto tratta dal manoscritto medievale di Qotbeddin Shirazi (1236–1311), un astronomo persiano. L'immagine raffigura un modello planetario epicicloidale.

L'islamizzazione dell'Iran doveva produrre profonde trasformazioni all'interno della struttura culturale, scientifica e politica della società iraniana: lo sbocciare della letteratura, della filosofia, della medicina e dell'arte persiane divennero gli elementi principali della civiltà musulmana di nuova formazione. Aver ereditato migliaia di anni di civiltà ed essersi trovati al "crocevia delle principali strade culturali", contribuì a far emergere la Persia come quella che culminò nell'"età dell'oro islamica". Durante questo periodo, centinaia di studiosi e scienziati contribuirono ampiamente alla tecnologia, alla scienza e alla medicina, influenzando in seguito l'ascesa della scienza europea durante il Rinascimento.
Gli studiosi più importanti di quasi tutte le sette e scuole di pensiero islamiche erano persiani o vivevano in Iran, inclusi i collezionisti di Hadith più importanti e affidabili di sciiti e sunniti come Shaikh Saduq, Shaikh Kulainy, Imam Bukhari, Imam Muslim e Hakim al-Nishaburi, i più grandi teologi sciiti e sunniti come Shaykh Tusi, Imam Ghazali, Imam Fakhr al-Razi e Al-Zamakhshari, i più grandi medici, astronomi, logici, matematici, metafisici, filosofi e scienziati come Al-Farabi, Avicenna e Nasīr al- Dīn al-Tūsī e i più grandi Shaykh del Sufismo come Rumi e Abdul-Qadir Gilani.
Ibn Khaldun narra nel suo Muqaddimah:

### Movimento Shu'ubiyya
Nel IX e X secolo, i sudditi non arabi della Umma, in particolare i persiani, crearono un movimento chiamato Shu'ubiyya in risposta allo status privilegiato degli arabi. Questo movimento portò alla rinascita dell'identità nazionale persiana. Sebbene i persiani avessero adottato l'Islam, nel corso dei secoli operarono per proteggere e far rivivere la loro lingua e cultura, un processo noto come persianizzazione. Anche arabi e turchi parteciparono a questo tentativo.
Con la diminuzione del potere dei califfi abbasidi, sorsero una serie di dinastie in varie parti dell'Iran, alcune con notevole influenza e potere. Tra le più importanti di queste dinastie sovrapposte vi furono i Tahiridi nel Khorasan (820-872), i Saffaridi nel Sistan (867-903) e i Samanidi (875-1005), originariamente a Bukhara. Questi ultimi alla fine governarono un'area che andava dall'Iran centrale al Pakistan. All'inizio del X secolo, gli Abbasidi persero quasi il controllo ad opera della crescente fazione persiana nota come dinastia Buwayhide (934-1055). Poiché gran parte dell'amministrazione abbaside era stata comunque persiana, i Buwayhidi, che erano zaidi sciiti, furono tranquillamente in grado di assumere il vero potere a Baghdad.
La dinastia Samanide fu la prima dinastia completamente autoctona a governare l'Iran dalla conquista musulmana e guidò la rinascita della cultura persiana. Il primo importante poeta persiano dopo l'arrivo dell'Islam, Rudaki, nacque in quest'epoca e fu lodato dai re samanidi. I samanidi fecero rivivere anche molte antiche feste persiane. Anche i loro successori, i Ghaznavidi, che erano di origine turca e non iraniana, divennero determinanti nella rinascita del persiano.

### Sultanati sunniti
Nel 962 un governatore turco dei Samanidi, Alp Tigin, conquistò Ghazna (nell'attuale Afghanistan) e fondò una dinastia, i Ghaznavidi, che durò fino al 1186. Successivamente, i Selgiuchidi, che come i Ghaznavidi erano turchi, conquistarono lentamente l'Iran nel corso dell'XI secolo. Il loro capo, Toghrul Beg, rivolse i suoi guerrieri contro i Ghaznavidi nel Khorasan. Si spostò a sud e poi a ovest, conquistando ma non distruggendo le città sul suo cammino. Nel 1055 il califfo di Baghdad diede a Tughril Beg vesti, doni e il titolo di Re d'Oriente. Sotto il successore di Tughril Beg, Malik Shah (1072 – 1092), l'Iran conobbe una rinascita culturale e scientifica, in gran parte attribuita al suo brillante visir iraniano, Nizam al Mulk. Questi leader fondarono l'Osservatorio di Esfahan, dove Omar Khayyám fece gran parte della sua sperimentazione per un nuovo calendario, e costruirono Nizamiyya (scuole religiose) in tutte le principali città. Portarono Abu Hamid Ghazali, uno dei più grandi teologi islamici, e altri eminenti studiosi nella capitale selgiuchide a Baghdad e incoraggiarono e sostennero il loro lavoro.
Una seria minaccia interna ai Selgiuchidi, durante il loro regno, venne dagli Hashshashin - Ismailis della setta dei Nizariti, con quartier generale ad Alamut tra Rasht e Teheran. Controllarono l'area circostante per più di 150 anni e sporadicamente inviarono aderenti per rafforzare il loro governo uccidendo importanti funzionari. Molte delle varie teorie sull'etimologia della parola assassino derivano da questo gruppo.
Un'altra notevole dinastia sunnita furono i Timuridi. Timur era un leader turco-mongolo della steppa eurasiatica, che conquistò e regnò secondo la tradizione di Gengis Khan. Sotto l'impero timuride sarebbe continuata la tradizione turco-persiana iniziata durante il periodo abbaside. Ulugh Beg, nipote di Timur, costruì un suo osservatorio e una grande madrasa a Samarcanda.

### Lo sciismo in Iran prima dei Safavidi

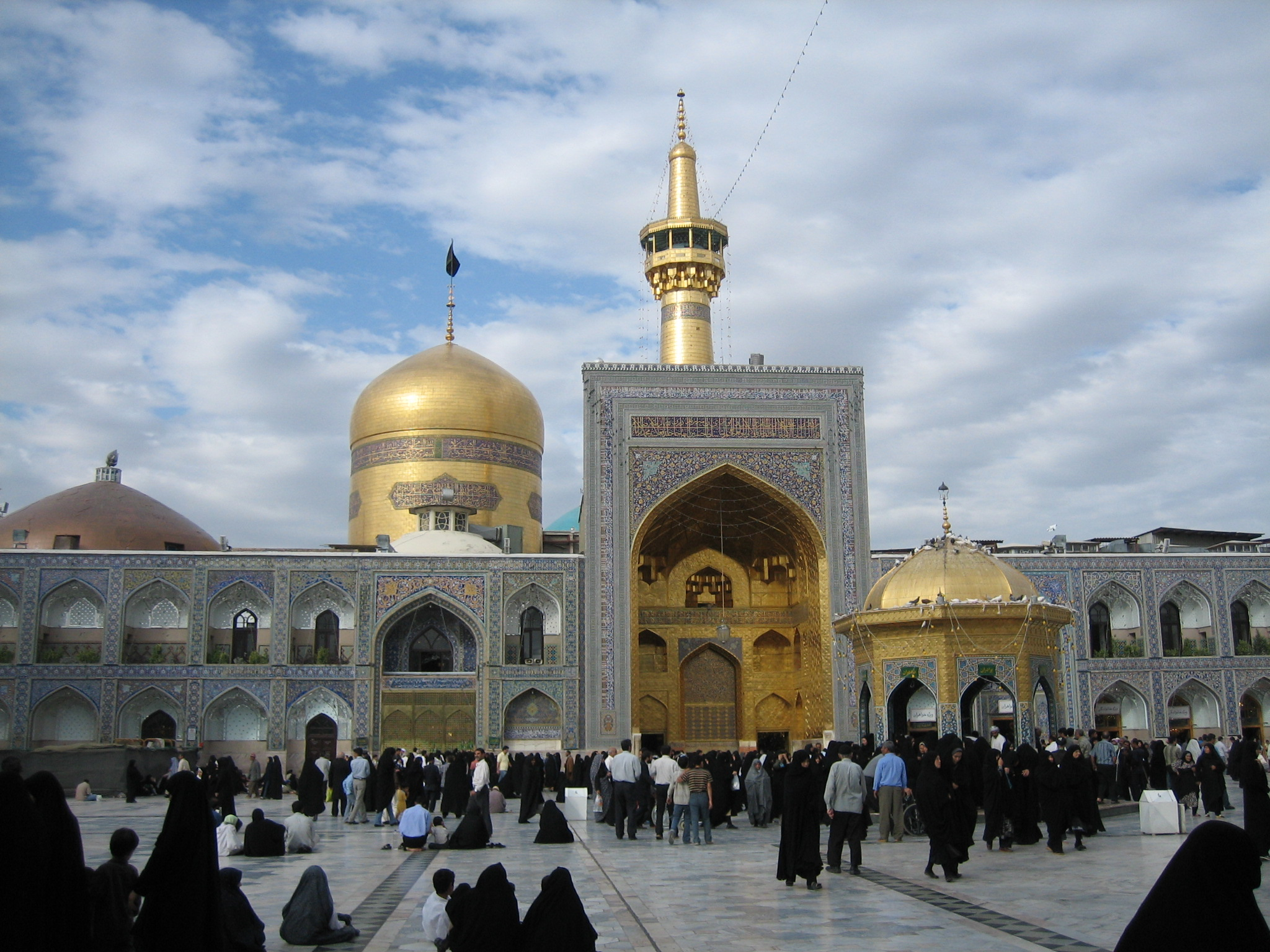
Santuario dell'Imam Reza, il luogo religioso più sacro dell'Iran, a Mashhad

Sebbene gli sciiti avessero vissuto in Iran sin dai primi giorni dell'Islam, gli scrittori dei Quattro libri degli ahadith sciiti erano iraniani dell'era pre-safavide e c'era una dinastia sciita in una parte dell'Iran durante il X e XI secolo. Secondo Mortaza Motahhari la maggior parte degli studiosi e delle masse iraniani rimasero sunniti fino al tempo dei Safavidi.
Il dominio del credo sunnita durante i primi nove secoli islamici caratterizzò la storia religiosa dell'Iran durante questo periodo. C'erano tuttavia alcune eccezioni a questo dominio generale che emersero tra gli Zaydī del Tabaristan, i Buwayhidi, il governo del sultano Muhammad Khudabandah (r. Shawwal 703-Shawwal 716/1304-1316) e il Sarbedaran. Tuttavia, a parte questa dominazione, durante questi nove secoli, le inclinazioni sciite tra molti sunniti di questa terra e, in secondo luogo, lo sciismo duodecimano e lo sciismo zaydī ebbero la prevalenza in alcune parti dell'Iran. Durante questo periodo, gli sciiti in Iran si nutrirono di Kufa, Baghdad e successivamente di Najaf e Hillah.
Tuttavia, durante i primi nove secoli ci sono stati quattro momenti salienti nella storia di questo legame:
- In primo luogo, la migrazione di un certo numero di persone appartenenti alla tribù degli Ash'ari dall'Iraq alla città di Qum verso la fine del I/VII secolo, periodo di fondazione dell'Imamī Shi'ismo in Iran.
- In secondo luogo, l'influenza della tradizione sciita di Baghdad e Najaf sull'Iran durante il V/XI e VI/XII secolo.
- Terzo, l'influenza della scuola di Hillah sull'Iran durante l'VIII/XIV secolo.
- In quarto luogo, l'influenza dello sciismo di Jabal Amel e del Bahrain sull'Iran durante il periodo di istituzione del dominio safavide.[34]

### Sciismo e Safavidi
Poiché la loro storia è quasi completamente intrecciata, l'Iran e l'Azerbaigian sono entrambi discussi qui. Iran e Azerbaigian furono prevalentemente sunniti fino al XVI secolo. I cambiamenti nella composizione religiosa di oggi, in entrambe le nazioni, sono stati mutati drasticamente da quel momento in poi. Nel 1500 il safavide Shah Ismail I intraprese la conquista dell'Iran e dell'Azerbaigian e iniziò una politica di conversione forzata dei musulmani sunniti all'Islam sciita. Molti sunniti furono assassinati. Quando Shah Ismail I conquistò l'Iraq, il Daghestan, l'Anatolia orientale e l'Armenia, allo stesso modo convertì o uccise con la forza i musulmani sunniti. L'oppressione e la conversione forzata dei sunniti sarebbero continuate, per lo più senza sosta, per la maggior parte dei successivi due secoli fino a quando l'Iran e quello che oggi è l'Azerbaigian sarebbero diventati paesi prevalentemente sciiti.
Come nel caso del primo califfato, il governo safavide era stato originariamente basato sulla legittimità sia politica che religiosa, con lo scià che era sia re che rappresentante divino. Con la successiva erosione dell'autorità politica centrale safavide, a metà del XVII secolo, il potere degli studiosi sciiti negli affari civili come giudici, amministratori e funzionari di corte iniziò a crescere, in un modo senza precedenti nella storia sciita. Allo stesso modo, gli ulama iniziarono ad assumere un ruolo più attivo nell'agitazione contro il sufismo e altre forme di religione popolare, che rimasero forti in Iran, e nell'imporre un tipo più accademico di Islam sciita tra le masse. Durante questo periodo iniziò lo sviluppo della ta'ziah - una commedia della passione che commemora il martirio dell'Imam Husayn e della sua famiglia - e dello Ziarat dei santuari e delle tombe dei leader sciiti locali, in gran parte su suggerimento del clero sciita. Secondo Mortaza Motahhari, la maggior parte degli iraniani passò all'Islam sciita dal periodo safavide in poi. Naturalmente, non si può negare che l'ambiente iraniano fosse più favorevole al fiorire dell'Islam sciita rispetto a tutte le altre parti del mondo musulmano. L'Islam sciita non è penetrato in nessuna terra nella misura in cui potrebbe averlo fatto gradualmente in Iran. Con il passare del tempo, la disponibilità degli iraniani a praticare l'Islam sciita crebbe di giorno in giorno. Furono i Safavidi a fare dell'Iran il bastione spirituale dello sciismo contro gli assalti agli sciiti da parte dell'Islam sunnita ortodosso, e il depositario delle tradizioni culturali persiane e dell'autocoscienza dell'Iran, agendo da ponte verso il moderno Iran. Secondo il professor Roger Savory:

### Era contemporanea: sfide della modernità e ascesa dell'islamismo
Durante il XX secolo l'Iran subì cambiamenti significativi come la rivoluzione costituzionale del 1906 e il laicismo della dinastia Pahlavi.
Secondo lo studioso Roy Mottahedeh, un cambiamento significativo all'Islam in Iran durante la prima metà del XX secolo avvenne perché la classe degli ulema aveva perso la sua informalità che le aveva permesso di includere tutti, dal giurista altamente qualificato al "negoziante che ha trascorso un pomeriggio a settimana memorizzando e trasmettendo alcune tradizioni." Le leggi di Reza Shah che richiedevano il servizio militare e l'abbigliamento con abiti in stile europeo per gli iraniani, concedevano esenzioni a talebeh e mullah, ma solo se superavano esami specifici che dimostrassero la loro erudizione, escludendo così i chierici meno istruiti.
Inoltre, le scuole delle Madrase islamiche divennero più simili a scuole "professionali", lasciando un'istruzione più ampia alle scuole governative laiche e attenendosi all'apprendimento islamico. "L'astronomia tolemaica, le medicine aveicenniane e l'algebra di Omar Kahayyam" furono eliminate.

### Rivoluzione iraniana
La rivoluzione iraniana (conosciuta anche come Rivoluzione islamica, In persiano: انقلاب اسلامی, Enghelābe Eslāmi fu la rivoluzione che trasformò l'Iran da una monarchia laica e modernizzante sotto Shah Mohammad Reza Pahlavi, in una repubblica islamica basata sulla dottrina del Velayat-e faqih (governo di un giurista islamico), sotto l'ayatollah Ruhollah Khomeyni, leader della rivoluzione e fondatore della Repubblica islamica È stata definita "la terza grande rivoluzione della storia", dopo la francese e quella russa, e un evento che "ha fatto del fondamentalismo islamico una forza politica... dal Marocco alla Malesia".

## Situazione attuale dell'Islam

### Demografia
I musulmani sunniti costituiscono circa il 10% della popolazione iraniana. La maggioranza dei lari (persiani), una parte dei curdi, praticamente tutti i baluchi e i turcomanni, e una minoranza di arabi e lur sono sunniti, così come le piccole comunità di persiani nell'Iran meridionale e nel Khorasan.
La regione montuosa del Larestan è abitata principalmente da persiani sunniti indigeni che non si convertirono all'Islam sciita durante l'era Safavide perché la regione montuosa del Larestan era troppo isolata. La maggior parte dei lari sono musulmani sunniti, e il 35% sono sciiti. Il popolo del Larestan parla la Lingua luri, che è una lingua iraniana sudoccidentale strettamente correlata all'antico persiano (persiano preislamico) e al luri.
Il clero sciita tende a considerare il lavoro missionario, tra i sunniti per convertirli all'Islam sciita, come un'attività religiosa utile. In quelle città con popolazioni miste nella regione del Golfo Persico, nel Sistan e nel Baluchistan, esistevano tensioni tra sciiti e sunniti sia prima che dopo la Rivoluzione. Le tensioni religiose sono state più aspre durante le principali osservanze sciite, in particolare Muharram.

### Governo religioso
Il governo iraniano è unico nel seguire il principio del velayat-e faqih o tutela del giurista, secondo il quale il governo deve essere gestito secondo la tradizionale sharia islamica, e affinché ciò avvenga un importante giurista islamico (faqih) deve fornire "tutela politica " (wilayat o velayat) alle persone. Dopo la rivoluzione iraniana, la Costituzione della Repubblica islamica dell'Iran del 1979 ha nominato il "guardiano" la guida suprema dell'Iran, l'autore della dottrina Velayat-e faqih, l'ayatollah Khomeini, come prima guida suprema della Repubblica islamica.
La Costituzione della Repubblica islamica dell'Iran impone che la religione ufficiale sia l'Islam sciita e la scuola duodecimana Ja'fari, sebbene prescriva anche che ad altre scuole islamiche venga accordato il pieno rispetto e che i loro seguaci siano liberi di agire in conformità con la propria giurisprudenza nell'esecuzione dei loro riti religiosi e riconosce gli iraniani zoroastriani, ebrei e cristiani come minoranze religiose.
I cittadini della Repubblica islamica dell'Iran sono ufficialmente divisi in quattro categorie: musulmani, zoroastriani, ebrei e cristiani. Questa divisione ufficiale ignora le altre minoranze religiose in Iran, in particolare quelle della fede baháʼí. La persecuzione dei bahá'í sanzionata dallo stato deriva dal fatto che essi sono una minoranza religiosa "non riconosciuta" senza alcuna esistenza legale, classificata come "infedeli non protetti" dalle autorità e soggetta a discriminazione sistematica sulla base delle loro convinzioni. Allo stesso modo, l'ateismo è ufficialmente vietato; bisogna dichiararsi membro di una delle quattro fedi riconosciute per avvalersi di molti dei diritti di cittadinanza.
Alienazione
Un effetto imprevisto del governo teocratico in Iran è che negli ultimi due decenni, almeno fino al 2018,
lo stato ha perso gran parte della sua credibilità religiosa tra le comunità ultrareligiose a causa della diffusa corruzione, discriminazione e laicizzazione. Pertanto, molte persone ultrareligiose negano in toto la legittimità islamica del governo e abbracciano questa o quella religiosità alternativa – con Ahmad al-Hassan che offre un'opzione tra le altre.

### Istituzioni religiose
Storicamente, l'istituzione religiosa più importante in Iran è stata la moschea. Nelle città, nelle moschee si svolgevano preghiere congregazionali, preghiere e riti associati alle osservanze religiose e alle fasi importanti della vita musulmana. Principalmente un fenomeno urbano, le moschee non esistevano nella maggior parte dei villaggi iraniani. Negli anni precedenti la rivoluzione, gli sciiti iraniani generalmente attribuivano un significato decrescente alla religione istituzionale e negli anni 1970 c'era poca enfasi sulla frequenza alla moschea, anche per le preghiere congregazionali del venerdì. Durante la Rivoluzione, tuttavia, le moschee nelle grandi città hanno svolto un ruolo sociale di primo piano nell'organizzazione delle persone per grandi manifestazioni. Da allora, le moschee hanno continuato a svolgere importanti ruoli politici e sociali, oltre alle tradizionali funzioni religiose. Allo stesso tempo, il tasso di frequenza settimanale alle moschee in Iran è stato molto basso rispetto ad altri paesi musulmani. In particolare, la politicizzazione della preghiera del venerdì, sotto la Repubblica islamica, ha avuto la paradossale conseguenza di scoraggiare i religiosi dal partecipare alla preghiera del venerdì. Le persone che assistono alle preghiere tendono ad avere una valutazione più positiva del sistema politico rispetto alle persone che non partecipano.
Un'altra istituzione religiosa di grande importanza è stata l'hoseiniyeh, o centro islamico. I ricchi mecenati hanno finanziato la costruzione di hoseiniyeh nelle aree urbane per fungere da luoghi per recital e spettacoli commemorativi del martirio di Hussein, specialmente durante il mese di Moharram. Negli anni 1970, hoseiniyeh come l'Hoseiniyeh Irshad a Teheran si politicizzarono poiché eminenti predicatori clericali e laici aiutarono a gettare le basi per la Rivoluzione riferendosi alle morti simboliche come martiri di Hussein e degli altri imam in una velata ma ovvia critica al regime dello Shah Mohammad Reza. Le istituzioni che fornivano istruzione religiosa includevano madrasse, o seminari, e maktab, o scuole primarie gestite dal clero. Le madrasse storicamente erano luoghi importanti per la formazione avanzata in teologia e giurisprudenza sciita. Ogni madrassa era generalmente associata a un noto studioso sciita che aveva raggiunto il grado di ayatollah. Alcune madrasse più antiche funzionavano come università religiose in cui diversi studiosi insegnavano diverse materie religiose e laiche. Gli studenti, o talabeh, vivevano nelle madrasse e ricevevano stipendi per la durata dei loro studi, di solito un minimo di sette anni, durante i quali si preparavano per gli esami che qualificano uno studente di seminario ad essere un predicatore di basso livello, oppure mullah. Al tempo della Rivoluzione, c'erano poco più di 11.000 talabeh in Iran, di cui circa il 60% nelle madrasse di Qom. Dal 1979 al 1982, il numero di talabeh a Qom triplicò rispetto ai 6.500 iniziali. All'inizio degli anni 2000 c'erano poco meno di 25.000 talabeh a tutti i livelli di studio nei seminari di Qom, oltre a circa 12.000 nei seminari di altre città iraniane.
I Maktab iniziarono a diminuire di numero e importanza nei primi decenni del XX secolo, quando il governo iniziò a sviluppare un sistema scolastico pubblico nazionale. Tuttavia continuarono ad esistere come scuole religiose private fino alla Rivoluzione. Poiché l'enfasi generale delle scuole pubbliche era rimasta su materie laiche, dal 1979 i maktab hanno continuato a istruire i bambini i cui genitori volevano che avessero un'istruzione più religiosa.
Nel 2003 Abbas William Samii stimava che in Iran ci fossero da 90.000 (osservatori dei media) a 300.000 (fonti europee) chierici, con, all'epoca, 40.000 studenti nei seminari religiosi. A questo aggiunse 60.000 "persone senza formazione o qualifiche formali che agivano come predicatori urbani, leader di preghiera rurale e organizzatori di processioni". Quanto al numero dei seminari, la sola Qom ne aveva 60.
Un'altra importante istituzione religiosa in Iran è il santuario. Il pellegrinaggio ai santuari degli imam è un'usanza sciita specifica, intrapresa perché i pellegrini sciiti credono che gli imam e i loro parenti abbiano il potere di intercedere presso Dio per conto dei richiedenti. Degli oltre 1.100 santuari in Iran, i più importanti sono quelli dell'Ottavo Imam, Ali al-Ridha, a Mashhad e di sua sorella Fatimah bint Musa a Qom, e di Seyyed Rouhollah Khomeini a Teheran. Ognuno di questi è un vasto complesso che comprende il mausoleo del venerato, tombe di vari notabili, moschee, madrasse e biblioteche. Il santuario dell'Imam Reza è considerato il più sacro. Oltre ai consueti corredi, il santuario, comprende ospedali, dispensari, un museo e diverse moschee situate in una serie di cortili che circondano la tomba dell'imam. Le dotazioni e i doni del santuario sono la più grande di tutte le istituzioni religiose del paese. Sebbene non ci siano periodi speciali per visitare questo o altri santuari, è consuetudine che il traffico dei pellegrinaggi sia più intenso durante i periodi sacri sciiti. I visitatori rappresentano tutti i livelli socioeconomici. Mentre la pietà è una motivazione per molti, altri vengono a cercare la grazia spirituale o la fortuna generale che si ritiene assicurata da una visita al santuario. Dal XIX secolo, è consuetudine tra la classe dei bazar e i membri delle classi inferiori riconoscere coloro che hanno compiuto un pellegrinaggio a Mashhad anteponendo ai loro nomi il titolo mashti. Le autorità del santuario hanno stimato che almeno 4 milioni di pellegrini hanno visitato il santuario ogni anno all'inizio degli anni 2000. Ci sono anche importanti santuari secondari per altri parenti dell'Ottavo Imam a Teheran e Shiraz. Praticamente in tutte le città e in molti villaggi, ci sono numerosi santuari minori, noti come imamzadeh, che commemorano i discendenti degli imam che si ritiene abbiano condotto vite sante. In Iraq anche i santuari di Karbala e An Najaf sono venerati dagli sciiti iraniani. I pellegrinaggi a questi santuari e alle centinaia di mamzadeh locali vengono intrapresi per chiedere ai santi di concedere favori speciali o per aiutarli in un periodo di difficoltà. Il continuo movimento di pellegrini provenienti da tutto l'Iran ha contribuito a tenere insieme una popolazione linguisticamente eterogenea. I pellegrini fungono da principali fonti di informazione sulle condizioni in diverse parti del paese e quindi aiutano a mitigare il campanilismo delle regioni.
Il vaqf è una tradizionale fonte di sostegno finanziario per tutte le istituzioni religiose. È una dotazione religiosa mediante la quale la terra e altre proprietà che producono reddito vengono date in perpetuo per il mantenimento di un santuario, moschea, madrasa o istituzione di beneficenza come un ospedale, una biblioteca o un orfanotrofio. Un mutavalli amministra un vaqf secondo le disposizioni del lascito del donatore. In molti vaqf, la posizione di mutavalli è ereditaria. Sotto i Pahlavi, il governo tentò di esercitare il controllo sull'amministrazione dei vaqf, in particolare quelli dei santuari più grandi. Questa pratica causò conflitti con il clero, che aveva percepito gli sforzi del governo come nemici della loro influenza e autorità nelle questioni religiose tradizionali. L'interferenza del governo con l'amministrazione dei vaqf, durante l'era Pahlavi, portò a un forte calo del numero di lasciti ai vaqf. Invece, gli sciiti ricchi e devoti scelsero di dare contributi finanziari direttamente ai principali ayatollah sotto forma di zakat, o elemosina obbligatoria. Il clero, a sua volta, utilizzava i fondi per amministrare le madrasse e per istituire vari programmi educativi e di beneficenza, che indirettamente fornivano loro una maggiore influenza sulla società. L'accesso del clero a una fonte di finanziamento stabile e indipendente è stato un fattore importante nella sua capacità di resistere ai controlli statali e, alla fine, lo ha aiutato a dirigere l'opposizione allo scià.
Statistiche degli edifici religiosi secondo آمارنامه اماکن مذهبی‎ (Statistica dei Luoghi Religiosi) che è stata raccolta nel 2003.
| Struttura | Moschea | Jame | Husayniyya | Imamzadeh | Dargah | Ḥawza |
| Numero    | 48983   | 7877 | 13446      | 6461      | 1320   |       |